# Воронцово (Богородский район)
Воронцово — деревня в Богородском районе Нижегородской области. Входит в состав Алешковского сельсовета. Население 24 (2010) человек

## Общая физико-географическая характеристика
Географическое положение
По автомобильным дорогам расстояние до областного центра города Нижнего Новгорода составляет 66 км, до районного центра города Богородска — 20 км. Абсолютная высота 164 метра над уровнем моря.
Часовой пояс
Воронцово, как и вся Нижегородская область, находится в часовой зоне МСК (московское время). Смещение применяемого времени относительно UTC составляет +3:00.

## История
В «Списке населенных мест» Нижегородской губернии по данным за 1859 год значится как владельческая деревня при пруде и ручье в 10 верстах от Нижнего Новгорода. Относилась к первому стану Горбатовского уезда. В деревне насчитывалось 32 двора и проживало 213 человек (94 мужчины и 119 женщин).

## Население
| 1999 | 2002 | 2010 |
| ---- | ---- | ---- |
| 28   | ↘22  | ↗24  |

Национальный состав
Согласно результатам переписи 2002 года, в национальной структуре населения русские составляли  100% из 22 человек.